# الدیهوئلا دو لایستاس
الدیهوئلا دو لایستاس (به اسپانیایی: Aldehuela de Liestos) یک شهرستان در اسپانیا است که در استان ساراگوسا واقع شده‌است.

## خصوصیات
الدیهوئلا دو لایستاس ۳۸٫۱۲ کیلومترمربع مساحت و ۵۲ نفر جمعیت دارد و ۹۹۰ متر بالاتر از سطح دریا واقع شده‌است.